# Municipio de North Centre
El municipio de North Centre (en inglés: North Centre Township) es un municipio ubicado en el condado de Columbia en el estado estadounidense de Pensilvania. En el año 2000 tenía una población de 2009 habitantes y una densidad poblacional de 50,5 personas por km².

## Geografía
El municipio de North Centre se encuentra ubicado en las coordenadas 41°03′00″N 76°22′35″O / 41.05000, -76.37639.

## Demografía
Según la Oficina del Censo en 2000 los ingresos medios por hogar en la localidad eran de $42 716 y los ingresos medios por familia eran de $48 229. Los hombres tenían unos ingresos medios de $34 850 frente a los $21 439 para las mujeres. La renta per cápita de la localidad era de $20 010. Alrededor del 6,7% de la población estaba por debajo del umbral de pobreza.